# Aleksej Prokoerorov
Aleksej Aleksejevitsj Prokoerorov (Russisch: Алексей Алексеевич Прокуроров) (Misjino (Oblast Vladimir), 25 maart 1964 – Vladimir, 10 oktober 2008) was een Russisch langlaufer. Hij won twee medailles op de Olympische Winterspelen in 1988: goud op de 30 km klassieke stijl en zilver met het Sovjet-Russische team op de 4x10 km estafette.
Prokoerorov werd in 1997 wereldkampioen op de 30 km vrije stijl, won zilver in hetzelfde jaar op 10 km klassieke stijl en behaalde vier bronzen medailles op WK's tussen 1989 en 1997.
Nadat hij na het seizoen 2001/2002 stopte met de wedstrijdsport, werd Prokoerorov een van de trainers van het Russische langlaufteam.
Aleksej Prokoerorov kwam op 44-jarige leeftijd bij een verkeersongeval om het leven.